# Erin Agostino
Pour les articles homonymes, voir Agostino.
 (janvier 2021).
Si vous disposez d'ouvrages ou d'articles de référence ou si vous connaissez des sites web de qualité traitant du thème abordé ici, merci de compléter l'article en donnant les références utiles à sa vérifiabilité et en les liant à la section « Notes et références ».
Erin Agostino est une actrice et écrivaine canadienne née à Montréal le 27 juin 1985. Diplômée du Dawson College, elle commence sa carrière à 18 ans en interprétant Ava Turner, dans la comédie Majeurs et mariés. Elle est également connue pour avoir incarné Nina Bloom, une danseuse burlesque amoureuse du constable George Crabtree, dans la série télévisée les Enquêtes de Murdoch,.

## Vie privée
Erin Agostino est mariée. Elle habite, dans la banlieue de Toronto, le quartier de Caledonia, à Fairbank (en).

## Filmographie

### Cinéma
- 2023 : The Jingle Bell Jubilee, comédie sentimentale avec Marshall Williams[3],[4].

### Télévision
- 2010-2011 : Majeurs et mariés : Ava Turner
- 2012 : La Négociatrice (Crisis Point) : Hannah Marschall[5]
- 2016-2018, 2021 (retour en arrière), 2022 : Les Enquêtes de Murdoch : Nina Bloom
- 2017 : The Kennedy after Camelot : Christina Onassis[6]
- 2021 : Mon cœur à prendre de John Bradshaw : Marley Kennedy
- 2021 : Délicieux Noël (Christmas à La Carte) : Carly[7]
- 2022 : Le Bal Masqué De Noël (A Christmas Masquerade) : Julianne[8]
- 2023 : Un Noël aux chandelles[9] : Juliet

### Animation
En 2017, dans la série animée Toon Marty elle prête sa voix à Suki dans la version originale